# 홍순옥
홍순옥(洪淳玉, 1895년 3월 19일 청원 ~ ?)은 대한민국의 국회의원이었다.

## 약력
- 진천군 이월서당에서 한문 수학
- 진천군 이월노곡보통학교 졸업
- 진천 애인병원 의학 수학, 조수
- 충북도립 청주병원장(의학박사) 의학연구
- 의사시험합격
- 진천군 광혜원에서 의업개업, 광혜원 성당을 설립하였다.
- 군정청 공의
- 청원군 미원면 치안유지회 회장
- 신탁통치반대국민총동원 미원면 위원장
- 독촉국민회 청원군지부 부위원장
- 초대 국회의원 재임시, 국회 내의 반민특위 재판관으로 활동하였다.[1]
- 한국전쟁 당시 납북되었으며, 평양급양관리소에 배치되었다가 국가 재산을 손실하였다는 죄목으로 탄광노동자로 좌천되었다.[2]

## 역대 선거 결과
|  | 41.35% |

|  | 9.13% |

## 참고 자료
- 《대한민국 의정총람》, 국회의원총람발간위원회, 1994년
- 홍순옥 - 대한민국헌정회